# Thaumatomyia secunda
Thaumatomyia secunda är en tvåvingeart som först beskrevs av Becker 1912.  Thaumatomyia secunda ingår i släktet Thaumatomyia och familjen fritflugor.
Artens utbredningsområde är Etiopien. Inga underarter finns listade i Catalogue of Life.